# Bobby Singer
Bobby Singer az Odaát (Supernatural) című televíziós sorozat kitalált szereplője, akit Jim Beaver alakít. Bobby a sorozatban Dean és Sam Winchester, illetve azok apja, John egyik legjobb barátját alakítja, aki szintén jártas a természetfelettire való vadászatban. Feleségét, Karent már korábban elveszítette, ugyanis kénytelen volt megölni őt, mivel egy démon megszállta. A férfi egy dél-dakotai birtokon lakik, ami egyben egy roncstelep, valódi hivatását tekintve autómentő és autószerelő. Van egy rottweiler kutyája, Rumsfeld, illetve egy 1968-as Ford F-350-ese.

## Sorozatbeli szereplése
Bobby az 1. évadban az utolsó részben tűnik fel, a Winchester fivérek ugyanis hozzá fordulnak segítségért, amikor azok apja a démonok fogságába esik. Mivel számítanak rá, hogy előbb-utóbb a roncstelepre is ellátogatnak a démonok, Bobby megtanítja a fiúknak, hogyan kell egy bizonyos Salamon-kulcs démoncsapdát készíteni. Mikor várva vártan megérkezik a démon, az ugyan megöli Bobby kutyáját, Rumsfeldet, tervezetten belesétál a csapdába, így elveszti minden természetfeletti erejét. Dean és Sam elkezdik kiűzni belőle a gonoszt, Bobby ekkor azonban közbelép: mivel korábban a megszállt lány több emelet magasságból zuhant ki, szerinte ha kiűzik belőle a démont, meg fog halni. Ennek ellenére, mivel mást nem tudnak tenni, a démont visszaküldik a Pokol fenekére, Meg pedig Bobby jóslata szerint meghal. Miután a fivérek távoztak, a férfi felhívja a hatóságokat a halálesetről, akiknek aztán később valamiféle hazugságot mesél be.
A 2. évadban Bobby több szerephez jut, hiszen ő lép a Winchester fivérek elhunyt apja helyébe, bármilyen segítségre van azoknak szükségük, hozzá fordulnak. Mikor John egy démoni alku árán feláldozza önmagát, Dean és Sam a gyász ideje alatt Bobby házába költöznek, ahol együtt kezdik megjavítani a Bobby által elvontatott, széttört Impalát. Mikor Samet megszállja a már korábban is feltűnt démon, bosszúból az Bobbyt is megkörnyékezi, ám mielőtt még bármit is tudna vele csinálni, a férfi megkínálja szentelt vízzel kevert sörrel, amitől a démon néhány másodpercre legyengül, majd pedig ismét a Salamon-kulcs ereje tartja őt ismét sakkban. Mint Dean érkezésekor kiderül, a fiú már előre szólt telefonon öccséről, így Bobbynak volt ideje felkészülni. Mikor megpróbálják kiűzni a gonoszt Sam testéből, az a bele égetett "Kötés" jelétől nem sikerül, ráadásul a megszállt fiú el is szabadul. Végül Bobby megtalálja a módját a démonűzésnek; miután leégették a jelet Sam karjáról, a lény "automatikusan" elhagyja annak testét. A férfi ezek után vadászatban is segít a fiúknak -köztük a Trükkös megfékezésének-, az évad végén pedig együtt és Ellennel próbálják meg megakadályozni az Ördög kapujának felnyitását. Bobby és társai egy öreg cowboytemetőben szállnak szembe Azazellel és annak cinkosával, Jake-kel, és míg a Winchester fiúk végeznek mindkettejükkel, a felnyílott kapu bezárása Bobbyra és Ellenre hárul, melyet sikeresen vissza is csuknak.
A 3. évad elején Bobby egy lehetséges ómen nyomára lel, melynek utánajárása során találkozik a fivérekkel, illetve régi ismerőseivel, a vadász házaspár Isaac-kel és Tamarával, hamarosan pedig mindannyian egy veszélyes vadászat közepébe csöppennek, melyből ugyan győztesként kerülnek ki, Isaac életét veszti. Bobby a továbbiakban szintén segíti Winchesterék munkáját, illetve elkezd új töltényeket készíteni a kiürült Colthoz, melyben nagy segítségére lesz a rejtélyes démonlány, Ruby. Egy alkalommal Bobbyt saját álomvilága ejti foglyul, melytől kómába esik, ennek ideje alatt elhunyt feleségét, Karent látja, amint az az életére akar törni, a helyzetből a két testvér menti ki. Az évad végén Bobby ráakad Lilith hollétére, akivel Dean egy halálos alkut kötött, ezért a határidő lejárta előtt nem sokkal utána erednek, hogy végezzenek vele. Mivel a démont rengeteg megszállt ember védi, Bobby magára vállalja a feladatot, hogy szentelt vizes öntözőrendszerrel feltartja őket, ennek ellenére az akció nem sikerül; Dean az egyezség szerint Pokolra kerül.
A 4. évadban Bobby teljesen ledöbben, mikor megbizonyosodik róla, hogy Dean valóban visszatért a Pokolból. Hogy kiderítsék, ki vagy mi hozhatta őt vissza az élők sorába, a férfi elviszi a fivéreket egy médiumhoz, Pamela Barneshez, aki azonban mikor megpróbálja megidézni a rejtélyes megmentőt, kiégnek a szemei. Végül Bobby és Dean együtt idézik meg a lényt, akiről kiderül, hogy egy Castiel nevű angyal. Mivel Cas négyszemközt szeretne beszélni Deannel, néhány percre eszméletlenné teszi Bobbyt. Bobby és a fivérek életére később Lilith által agresszívvá változtatott szellemek törnek, melyeket szintén Bobby tapasztalatának köszönhetően tudnak megsemmisíteni. A férfi ismét rengeteg alkalommal segíti Deanéket, fény derül rá, hogy Bobby házában több telefon is van, mindegyik egy-egy fontosabb hivatalt "kapcsol", köztük az FBI-t is. Az évad végén Bobby Rufus Turner barátjától megtudja, hogy hamarosan Lucifer kiszabadul, ugyanis Lilith már közel van a 66 pecsét feltöréséhez, ráadásul a démonvérfüggő Sam is egyre rosszabb állapotba kerül, ezért Deannel együtt bezárják a roncstelep alatt álló démonbiztos pánikszobába. Miután a fiú megszökik és egy veszekedés során megveri bátyját, Bobby győzi meg Deant, hogy ne hagyja elveszni testvérét, igenis menjen utána, és együtt akadályozzák meg az Apokalipszist, ami aztán később nem sikerül.
Bobby az 5. évad elején teljesen kiborul, és eltaszítja magától Samet, amiért az a világra szabadította Lucifert, később azonban kiderül, hogy ezt valójában nem ő mondta; egy démon ugyanis megszállta. A gonosz két társával együtt Deanre támad, ám Bobbynak néhány másodpercre sikerül visszanyernie uralmát teste fölött, ez pedig elég időt ad neki, hogy magába döfje Ruby démonölő tőrét, és elpusztítsa magában a démont. Ezt követően a férfit Dean és Sam azonnal kórházba szállítják, ahol ugyan stabilizálják az állapotát, mindkét lábára lebénul. Bobby ezt nehezen érti meg, nem hajlandó elfogadni, hogy éppen ilyenkor nem képes őt meggyógyítani Castiel, aki nem sokkal korábban vesztette el angyali képességeit. A kórházban egy alkalommal Rufus Turnertől kap segélykérő hívást, így a Winchester fiúkat kéri meg, járjanak utána barátjának, és mikor a fivérek külön utakon indulnak tovább, ő akkor is segíti őket. Egy alkalommal Bobby meglátogat egy boszorkányt, hogy pókerjátszmában visszanyerje egészségét, ám veszít, és 25 évet veszít az életéből. Az ügyet a fivérekkel aztán sikerül elsimítania, visszanyeri valódi korát, ennek ellenére már elege van nyomorúságos életéből. A Lucifer elleni akció előtt, Bobby csinál egy csoportképet a bevetés résztvevőiről, ő maga azonban egészségi állapota miatt nem tart velük, majd miután kiderül, hogy a terv kudarcba fúlt, Ellen és Jo meghalt, a fényképet tűzre dobja. Lakhelye környékén később holtak támadnak fel, köztük Bobby elhunyt felesége, Karen, aki visszatér férjéhez, és ott folytatják életüket, ahol abbahagyták. A tesók ugyan meg akarják győzni barátjukat, ez nem helyénvaló, Bobby fegyverrel fenyegeti meg és rúgja ki házából őket. Végül belátja, élőhalott felesége közveszélyessé fog válni, így annak beleegyezésével lelövi őt, majd hadba száll a fivérekkel a zombik ellen, előtte azonban Karentől lesújtó hírt kap: a Halál általa azt üzente Bobby-nak, rajta tartja a szemét a Winchesterekkel való szövetsége miatt. Nem sokkal ezek után, Bobby Sammel együtt próbálja lebeszélni Deant, ne engedjen az angyaloknak, és ne fogadja testébe Mihály arkangyalt, illetve ő kapja a feladatot, hogy vigyázzon az élők közé visszatért legkisebb Winchesterre, Adam Milliganre. A srác azonban kihasználja őrzője hátrányát, és meglép tőle. Az évad végén Bobby próbál a Lucifer visszazárásához szükséges utolsó két lovas, Pestis és Halál nyomára bukkanni, miközben Deanék démon bajtársa, Crowley keresi fel otthonában, és visszautasíthatatlan ajánlattal szolgál: kiadja Halál hollétét, cserébe a férfinak zálogba kell adnia a lelkét egy kis időre. Noha Bobby először puskájával válaszol, belemegy az alkuba, egyezségüket egy csókkal pecsételik meg, amit Crowley Bobby tudtán kívül lefényképez, így az elég kínos helyzetbe kerül, amikor a képet meglátják a Winchesterek. Crowley viszont hozzácsap alkujukhoz egy kis "semmiséget"; visszaadja Bobby lábának teljes egészségét. A férfi Sammel, Cas-szel és Crowley-val rajtaüt a Nirveus Gyógyszergyár démonjain, még mielőtt azok piacra dobnák a Croatoan vírust, és a látottak alapján tudatosul benne, hogy Samben még mindig rengeteg jóság van, hiszen önzetlenül menti ki az épületből az ott rekedteket. Bobby mindvégig segít a Lucifer elleni összecsapás előkészületeiben, noha a terv végrehajtásánál nincs ott. Mikor megtudja, hogy a terv dugába dőlt, és Lucifer teljesen átvette az uralmat Sam teste fölött, Castiellel együtt feladja a reményt, és csalódottan nézi egy kirakati tévében, ahogy a városok romba dőlnek. Végül egy utolsó harcra indul két barátjával a Sátán ellen, melyben először Castiel veszti életét, majd a gonosztevő Bobby nyakát is eltöri, végezve így vele. A dolgok percekkel később jóra fordulnak: noha Sammel együtt, de Lucifer visszakerül rabságába, Cas pedig ismét angyallá válik, visszanyeri minden képességét, így feltámasztja Bobby-t. A történteket követően, Bobby eltávolodik barátaitól, és magányosan folytatja a vadászatokat.
Bobby az 6. évad elején egy hétvége alatt szeretné visszaszerezni a lelkét Crowley-tól aki becsapta az alkunál, illetve segít közben a barátjának Rufus Turner-nek elásni egy okami holttestét, miközben udvarol a szomszédnőjének, vallat egy démont a pincéjében és Jody, a helyi sheriffnő segítségét kéri. A végén Crowley Skóciában levő csontjainak megszerzésével és a fia szellemének megidézésével sikerül rávennie Crowley-t, hogy visszaadja a lelkét. 
Utána segít lélektelen Sammy lelkét visszatettetni a Halállal és telefonos segítséget nyújt Dean-éknek amikor Portlandban sárkányokra vadásznak. Bobby jön rá, hogy a sárkányemberek Eve-t "A Mindenek Anyját" akarják áthozni a Purgatóriumból, ami sikerül is nekik, és egy raktárba csalogatják őket, ahol Eve teremtményei a "Khan-férgek" összeugrasztják őket egymással, itt hal meg Rufus, Bobby is majdnem, de belőle sikerül kiszedniük a férget a Winchester testvéreknek és a rész végén Bobby a temetőben síratja öreg barátját. 
A következő részben Baltazár angyal Castiel kérésére eltörli a Titanic elsüllyedésének momentumát és így egy teljesen alternatív jövő jelenik meg, amelyben Bobby vígan él Ellen-nel élettársi kapcsolatban. De sajnos a Végzet szó szerint közbeszól és meghiúsítja Castiel tervét a lelkek begyűjtésére, így minden visszaáll a régi kerékvágásba és csak a fiúk emlékeznek rá, mert Castiel így rendezi.
Ezek után megpróbálják felkutatni a híres-neves Coltot, amelyhez a Vadnyugatra kell visszamenniük, mint Samuel Colt naplójából kiderül. Bobby otthonról segíti a fiúkat és a végén, amikor Cas-nek már nem lenne ereje visszahozni őket, Bobby lelkének energiáját használja fel, hogy időutaztassa a Winchester fiúkat.
Ezek után a főnix hamujával felfegyverkezve a fiúkkal és Cas-szel egy kisvárosba teleportálnak, ahol Eve is ott van, és nagy nehezen meg is ölik a főnixhamu segítségével, de előtte még elárulja, hogy Crowley nagyon is életben van, és Bobby meg Sammy gyanakodni kezdenek Castielre.
Dean a végletekig védi Castielt de aztán egy elejtett megjegyzésből rájön, hogy Bobbynak és Sammy-nek van igaza, az angyal becsapta őket (is). Végül Castiel kijátszik mindenkit és megnyitja a Purgatórium kapuját és magába szívja a lelkeket, Bobbyék már későn érkeznek ahhoz, hogy megakadályozzák.
Az 7. évad eleje ugyanott kezdődik, ahol az előző abbamaradt, Castiel azt hiszi Istenné vált és letérdelteti Bobbyékat maga előtt, majd otthagyja őket. De nem sokáig bírja a beleköltözött leviatánokat, mikor haldoklik ismét Bobbyékhoz fordul, akik segítenek neki megnyitni újra a Purgatóriumot, de már későn, a leviatánok kiszbadulnak belőle. Bobbyék azt hiszik, hogy Castiel meghalt. Közben a leviatánok gyorsabbak náluk, megtalálják Bobby házát és porrá égetik, Dean kórházba kerül, ahonnan Bobby menti ki Jody segítségével. Bobby és a fiúk Rufus faházában lábadoznak. Ahova egy elfogott leviatánt hoznak a fiúk, amiből Bobby hosszas kínzással kiszedi, hogyan lehet ártani nekik. 
A leviatánok nagyban gondolkoznak, az egész világot meg akarják mérgezni az élelmiszerek útján, majdnem Dean is áldozatul esik, ezért Bobbyék belopóznak a főhadiszállásukra, hogy megtudják, pontosan mit csinálnak. Sajnos Bobbyt elkapják és menekülés közben Dick fejbe lövi.
Bobby egy ideig kómában van a kórházban, ahogy haldoklik, képzeletében sok mindent átél, kezdve a bántalmazó apjától, a felesége tragédiáján át, a fiúkkal kapcsolatos emlékein keresztül, miközben egy "reaper" (kaszás) elől menekül Rufus segítségével. Mivel van egy fontos célja, egy Dick Roman-tól lopott információt kell eljuttatnia a fiúkhoz, mielőtt meghalna. A küldetés sikerül, egy pillanatra feléled a kómából és leírja nekik az információt.
Azt hinnénk Bobby végleg eltávozott, de nemsokára kísértésre utaló jelek tűnnek fel a fiúk körül, kiderül, hogy Bobby a szellemlétet választotta a halál helyett és őket kísérti, mivel Dean megtartotta Bobby öreg, kopott whiskys flaskáját és mindenhova magával cipeli, plusz bosszút akar állni Dick Roman-on. De Bobbynak nagyon nehéz mire elég energiát gyűjt, hogy megmutathassa magát a fiúknak és az évad vége felé, amikor egy kísértetjárta házban nyomoznak, végre alakot ölthet, hogy segíthessen a többi szellemen is akik ott rekedtek.
A következő részben feltűnik Charlie aki Dick Roman alkalmazottja és a segítségével betörnek megint a leviatánok főhadiszállására, és Bobby megszáll egy takarítónőt, hogy bejuthasson és bosszút állhasson. Sajnos teljesen bosszúálló szellemmé válik, nem tud uralkodni magán. Közben Dean-ék megszerzik, ami a leviatánoknak kell (a táblát), és Bobby lemond a bosszúról végül és eltávozik.
Az 8. évad az évad vége felé tudják meg a fiúk, hogy Bobby lelke a Pokolba került és Sam próbáinak egyike, hogy egy ártatlan lelket kiszabadítson a Pokolból. Ezért leszáll a Purgatóriumba és megkeresi Bobbyt, kiszabadítja és Bobby lelke felemelkedik a Mennybe.
Az 9. évad elején, amikor Sam haldoklik, vízióiban megjelenik Bobby, mint az énjének egy része, aki rá akarja beszélni a halálra, mivel már eleget tett az emberekért és végre megpihenhetne.
Bobby még egyszer megjelenik az 10. évadban amikor is a Mennyben élvezi az "életet" ám Samnek és Castielnek szüksége lesz rá, mert be akarnak jutni a Mennybe, hogy kihozzák Metatront, aki esetleg segíthet Dean-en, hogy levegyék róla Káin jegyét. Utána Bobby egy megható levelet ír Samnek, amelyben elköszön a fiúktól és bölcs tanácsokkal látja el még utoljára őket. Aztán már csak azt látjuk, hogy Bobbyhoz belépnek az angyalok Hannah vezetésével a Mennyben – és nem tudjuk egyelőre, hogy kapott-e valami "büntetést" tőlük a tettéért vagy mi történt vele, ill. a lelkével...
Az 11. évad közepén kapunk egy flashback részt, amikor is egy kísértetjárta házban Deannek és Samnek ugyanazzal a kreatúrával kell megküzdeniük, akivel vagy 20 évvel azelőtt Bobby és Rufus küzdött. Egy pompás időbeli csavarral egy pillanatra összeér a végén a két idősík, múlt és jelen, és Dean meg Bobby megdöbbenten bámul egymásra 20 év távolságból. Utána mindketten azt hiszik, talán hallucináltak és nem szívesen beszélnek róla.

### Bobby roncstelepe
Bobby roncstelepe a Dél-Dakotai Sioux Fallson található, ide szállítja a rossz autókat, és itt is javítja meg azokat. Több fontos esemény színhelye is a telep: itt fogja el Bobby Meget -később pedig Samet- és űzi ki belőle a démont, itt építik újra az Impalát, és többször megszállnak itt a fivérek. A roncstelepen álló házban található egy földalatti pánikszoba is, amely biztosítva van mindenféle természetfeletti lény ellen.
A telep először a Halálcsapda c. epizódban tűnik fel.

## Megszemélyesítése
Jim Beaver 1950. augusztus 12-én született a wyomingi Laramieben. Gyermekkorát a texasi Irvingben töltötte, főiskolái befejeztével belépett a tengerészgyalogsághoz, akikkel 1970-ben és 1971-ben a vietnámi háborúban szolgált. Karrierje 1972-ben kezdődött, amikor Oklahomában beválogatták egy színházi darabba, 1979-ben Lousville-be jelentkezett színészi főiskolára, ahová fel is vették. Még ugyanebben az évben kapott kisebb filmszerepeket, 1983-ban pedig Los Angelesbe költözött, ahol jelentős filmszerepekhez jutott, egy alkalommal Bruce Willis oldalán tűnt fel egy drámában. Sokáig forgatőkönyvíróként tevékenykedett, majd az áttörés 2002-ben jött, amikor szerepet kapott kapott az HBO westernsorozatában, a Deadwoodban. Évekig dolgozott az HBO-nál, majd 2005-ben elfogadta az ajánlatot, így bekerült az Odaát c. drámasorozatba, mellyel egy csapásra híres lett. Beaver 1973-ban feleségül vette Debbie Youngot, melynek aztán válás lett a vége. Második feleségével, Ceciliy Adams-szel 1989-ben házasodtak össze, aki azonban 2004-ben tüdőrákban meghalt, egy közös kislányuk született.

## Külső hivatkozások
- Bobby Singer a Superwiki-n